# استولنو
ستولنو (به لهستانی:  Stolno) یک روستا در لهستان است که در گمینا ستولنو واقع شده‌است. ستولنو ۸۳۰ نفر جمعیت دارد.